# Tritaxys borisi
Tritaxys borisi är en tvåvingeart som beskrevs av Richter 1995. Tritaxys borisi ingår i släktet Tritaxys och familjen parasitflugor. Inga underarter finns listade i Catalogue of Life.